# Clairite
La clairite è un minerale.